# Ichneumon annulator
Ichneumon annulator är en stekelart som beskrevs av Müller 1776. Ichneumon annulator ingår i släktet Ichneumon och familjen brokparasitsteklar. Inga underarter finns listade i Catalogue of Life.